# Heinsdorf (Dahme/Mark)
Heinsdorf war bis 1957 eine eigenständige Gemeinde und ist seit 2003 gemeinsam mit der ebenfalls ehemaligen Gemeinde Niebendorf nach dem Zusammenschluss als Niebendorf-Heinsdorf ein Ortsteil der Stadt Dahme/Mark im Landkreis Teltow-Fläming in Brandenburg.

## Geographische Lage
Heinsdorf liegt nordwestlich des Stadtzentrums; nördlich davon der weitere Ortsteil Wahlsdorf, gefolgt von Liepe im Nordwesten. Im Uhrzeigersinn folgen die weiteren Ortsteile Buckow, Gebersdorf, Rietdorf (zu Ihlow (Fläming)) sowie Illmersdorf, das ebenfalls zu Ihlow gehört. Westlich schließen sich die Ortsteile Hohenseefeld, Niederseefeld und Waltersdorf der Gemeinde Niederer Fläming an. Nordwestlich liegt Niebendorf, südöstlich ist das Waldgebiet Illmersdorfer Holz, nordnordwestlich die Niebendorfer Heide sowie die nördlich gelegene Wahlsdorfer Heide.

## Geschichte und Etymologie

### 13. bis 19. Jahrhundert
Heinsdorf wurde in einer Erbaufteilung aus dem Jahr 1444 erstmals urkundlich als Heinrichstorff erwähnt. Es gilt jedoch als sicher, dass der Ort bereits zu einer früheren Zeit bestand und im Zuge der Ostkolonisation entstand. So steht im Ort die Ruine einer spätromanischen Dorfkirche, dessen Bauausführung auf die Mitte des 13. Jahrhunderts hinweist. Das Angerdorf war zu dieser Zeit im Besitz, verbunden mit den Rechten der Kirchen-Visitation (Patronat), derer von Schlieben zu Baruth, die es von 1584 bis 1598 an Wolff von Löser verpachteten. Er erwarb 1584 auch die Nachbardörfer Waltersdorf und Niebendorf. Heinsdorf wurde somit Mutterkirche der beiden Orte. 1615 weist eine schriftliche Quelle Hans Friedrich von Schlieben und Gemahlin Maria, geborene von Stutterheim auf. Heinsdorf gehörte ab 1635 als Exklave zum sächsischen Amt Dahme und fiel 1657 an das Herzogtum Sachsen-Weißenfels. Um 1700 sind Christoph Albrecht von Schlieben, verheiratet mit Sophie von Schlabrendorff, und dann deren Sohn Albrecht Friedrich von Schlieben als Gutsherren nachgewiesen. Aus der Zeit um 1715 ist erstmals ein Gutshaus erwähnt, der „adelige Hof“ mit Hirtenhaus, Herrenschäferei, Schmiede und Müllerhaus. Es gehörte zwischen 1735 und 1736 anteilig einer Frau von Waldau, geborene von Schlieben, der Frau von Thümen, geborene von Schlieben, der Frau von Leipziger, geborene von Schlieben und sechs Schwestern von Schlieben. Sie alle veräußerten den Ort mit Gutshaus an die Familie von der Groeben, die es wiederum an die Familie von Thümen weiterreichte. 1748 wurde Heinsdorf ein Freigut und die Bewohner mussten keine Abgaben wie Frondienste oder Zinsen errichten. Nach dem Wiener Kongress wurden die Exklaven aufgehoben und Heinsdorf gelangte in den 1816 neu gegründeten Kreis Jüterbog-Luckenwalde und damit zu Preußen. 1843 erwarb der Ökonomienrat (Carl August) Engelbrecht das Gut, verpachtete es sogar zwischenzeitlich, und übergab es 1852 an seinen Sohn Gustav Schütze. 1855 nahm Schütze an der Versammlung der deutschen Land- und Forstwirte im westfälischen Cleve teil. Er gründete 1857 in Dahme/Mark eine landwirtschaftliche Versuchsstation und war Mitbegründer der 1866 eröffneten Ackerbauschule und führte das Kuratorium der nach 1876 in die Höhere Landwirtschaftsschule bezeichneten Einrichtung. Mehrfach kandidierte er zur Wahl ins preußische Abgeordnetenhaus. Seine Zeit als konservativer Abgeordneter von Dezember 1872 bis Oktober 1873 gilt immerhin als gesichert. Am 1. Dezember 1871 lebten im Ort 119 Einwohner, 50 männliche und 69 weibliche, die zusammen 25 Familien bildeten. 1879 ist Heinsdorf als Rittergut geführt, in der ersten Ausgabe der aufkommenden Güteradressbücher, als dem Standardwerk überhaupt der Nachweise zu Größe, inhaltliche Betriebsausrichtung, und vor allem zu Besitz oder richtigem freien Eigentum. Mit der Titulatur hängt auch der eher theoretische Sitz des Gutsbesitzers im Kreistag zusammen, unabhängig ob von Adel oder welcher Konfession. Im genannten Jahr steht als Gutsgröße genau 688,99 Hektar Gesamtbesitz, davon 534,27 ha Acker; Name des Besitzers: Schütze. Carl Wilhelm Schütze (1854–1894) ist sein vollständiger Name, er wanderte nach Amerika aus, blieb unvermählt. Noch 1896 werden genannt G. Schütze`sche Erben als Besitzer des fast gleich groß gebliebenen Gutes.

### 19. bis 20. Jahrhundert

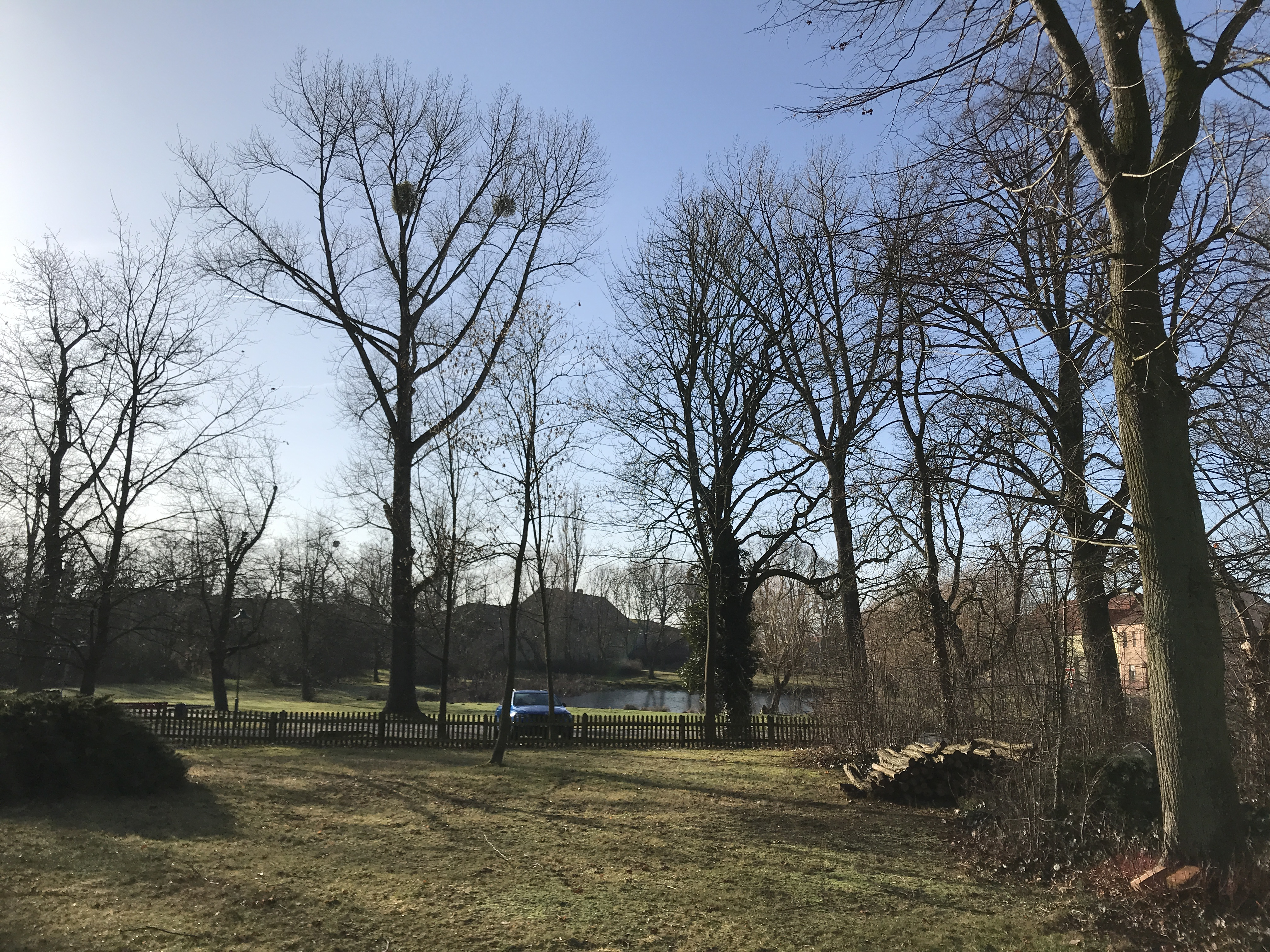
Dorfanger mit Teich

Also erst nach 1896 war dann ein Herr Höpfner Besitzer des Gutes im Dorf, der 1909/1910 das Gutshaus errichten ließ. Ob es sich dabei um einen Neubau oder einen Umbau eines bestehenden Gebäudes handelt, ist nicht bekannt. Auf der Preußischen Uraufnahme aus dem Jahr 1847 ist jedenfalls bereits ein Gutshaus erkennbar. Das Autorenteam Carsten und Hiltrud Preuß vermutet in seinen Ausführungen über Die Guts- und Herrenhäuser im Landkreis Teltow-Fläming, dass Höpfner sich dabei möglicherweise finanziell übernommen haben könnte, denn: Eine Bank übernahm das Anwesen und verkaufte es an eine Pulverfabrik in Rottweil in Württemberg. Sie profitierte von der massiven Aufrüstung vor dem Ersten Weltkrieg und ließ 1920 einen rund zwei Hektar großen Park anlegen. Eine weitere Ausweitung der Grünfläche wurde vom Landkreis abgelehnt, da ansonsten weitere Ackerflächen für die notleidende Bevölkerung verloren gehen würden. Die Pulverfabrik schien damit das Interesse an dem Gut verloren zu haben und verkaufte es nach neuesten Erkenntnissen 1922 an Ferdinand von Lochow, der im benachbarten Petkus mit der Zucht von Roggen über die Landesgrenzen hinaus berühmt geworden war. Carsten und Hiltrud Preuß gehen davon aus, dass das Gut Heinsdorf damit eines der 125 Vermehrungsbetriebe wurde, mit denen die von Lochow die Qualität des Roggens kontinuierlich verbesserten. Lochow war auf der Suche nach einem Gut, dass er seinem 1893 geborenen Sohn Hans vermachen konnte. Hans von Lochow-Petkus wies die klassische Biographie auf, Schulabschluss auf dem Arndt-Gymnasium in Berlin-Dahlem, zuvor auf dem Adelsinternat der Ritterakademie Brandenburg, dann aktiver Offizier und Gutsbesitzer, standesgemäß vermählt mit Charlotte Gräfin von Pfeil und Klein-Ellguth, aus Schlesien stammend. Letztlich konnte er das Rittergut nicht über die Krise halten. Nach der zweiten Auflage der Chronik der Familie von Lochow ging das Gut Heinsdorf 1931 in die Insolvenz. Einige Jahre zuvor wurde der Gutsbezirk Heinsdorf mit der Regelung verschiedener Punkte des Gemeindeverfassungsrechts vom 27. Dezember 1927 mit der Gemeinde Heinsdorf vereint. Dies war überall in juristischer Anwendung in der Provinz Brandenburg. Nach 1931 übernahm wohl ein Herr Zollenkopf das Gut. Der Offizier a. D. führte ein eigenes Wappen und bemühte sich wirtschaftlich um einen Anschluss auf Höhe von km 15,1 an die Jüterbog-Luckenwalder Kreiskleinbahnen. Zollenkopf war technickbegeistert und setzte sich sehr für die moderne Ausbildung im Sinne der so genannten DEULA-Bewegung ein, insbesondere an Traktoren. Für seine Brennerei hatte er die amtliche Auflassung für 12.000 Liter. Als weitere etwas größere landwirtschaftliche Betriebe über 20 ha nennt das letzte für die Provinz Brandenburg erschienene Güteradressbuch von 1929 die Namen Willy Holldorf, Paul Niendorf und Gustav Schliebner zu Heinsdorf. Im Zweiten Weltkrieg wurde der Ort 1945 von der Roten Armee ohne Kampfhandlungen besetzt. Noch im Herbst verteilten sie 687,2 Hektar Land, darunter 515,7 Hektar Acker und 118,5 Hektar auf Neubauern und Umsiedler. Die ursprünglichen Pläne, das Gutshaus abzureißen, wurden zunächst eingestellt und bis 1951 eine Schule im Gebäude eingerichtet. Viele Schüler wurden dort allerdings nicht unterrichtet, denn bereits 1954 wurde das Wahlsdorfer Gutshaus zu einer Schule mit acht Klassen umgebaut, die auch die Schüler aus Heinsdorf aufnahm. Ab 1952 wurde der Ort von Potsdam aus verwaltet. Die dortige Verwaltung kämpfte mit einer zunehmenden Republikflucht nach der Gründung der DDR. Hinzu kamen geringe Erträge, so dass sich der Kreis Luckenwalde 1953 dazu entschloss, die verlassenen landwirtschaftlichen Betriebe zu übernehmen. Es entstand ein Örtlicher Landwirtschaftsbetrieb (ÖLB), die Vorläufer der Landwirtschaftlichen Produktionsgenossenschaften (LPG). Gleiches geschah im benachbarten Niebendorf, so dass 1957 nicht nur die ÖLBs, sondern auch die beiden Dörfer vereint wurden. Die zusammengeschlossenen ÖLBs gingen 1958 in das Volkseigene Gut Saatzucht Petkus über. Im Gutshaus zogen 1958 Studentinnen der Pädagogischen Hochschule Potsdam ein, die es bis 1962 als Wohnhaus nutzen. Sie teilten sich das Gebäude dem VEG Saatzucht Petkus, dass dort eine Wohnung für den Abteilungsleiter des VEG eingerichtet hatten und das VEG von dort aus verwaltete. Mit Wirkung zum 1. Januar 1969 kam es zu einem Zusammenschluss der LPGn aus Petkus, Ließen, Merzdorf, Buckow, Liepe, Wahlsdorf, Niebendorf-Heinsdorf mit dem VEG zur Kooperativen Abteilung Pflanzenproduktion Niederer Fläming-Petkus, die wiederum 1973 in eine Zwischenbetriebliche Einrichtung Pflanzenproduktion Niederer Fläming überging. Für deren Mitarbeiter wurde Mitte der 1970er Jahre im Gutshaus eine Großküche mit Speisesaal eingerichtet. Im oberen Geschoss entstanden Wohnungen für Ledige. 1970 war die Dorfkirche derart baufällig geworden, dass das Kirchenschiff bis auf die Seitenwände abgetragen wurde. Nach 1975 diente der Park des ehemaligen Gutshauses als Kulturpark mit einer Freilichtbühne. Mit dem Übergang der ZBE in das VEG Pflanzenproduktion Petkus im Jahr 1978 diente der Gutshof als Werkstatt und Wohnheim. Nach der Wende entstand im Ort im Jahr 1990 aus dem VEG die Saatzucht Petkus GmbH. Seit 1993 gehört Niebendorf-Heinsdorf zum Landkreis Teltow-Fläming.

### 21. Jahrhundert
Das Gutshaus sowie der Park wurden in die Verwaltung des Amtes Dahme/Mark übergeben. 2003 erfolgte die Eingemeindung nach Dahme/Mark. Sie wurde gegen den Widerstand der Einwohner durchgeführt, die 2006 schließlich vor dem Verfassungsgericht Brandenburg unterlagen. 2007 gründete sich ein aktiver Förderverein, der sich für den Erhalt der Kirche einsetzt.

## Kultur und Sehenswürdigkeiten

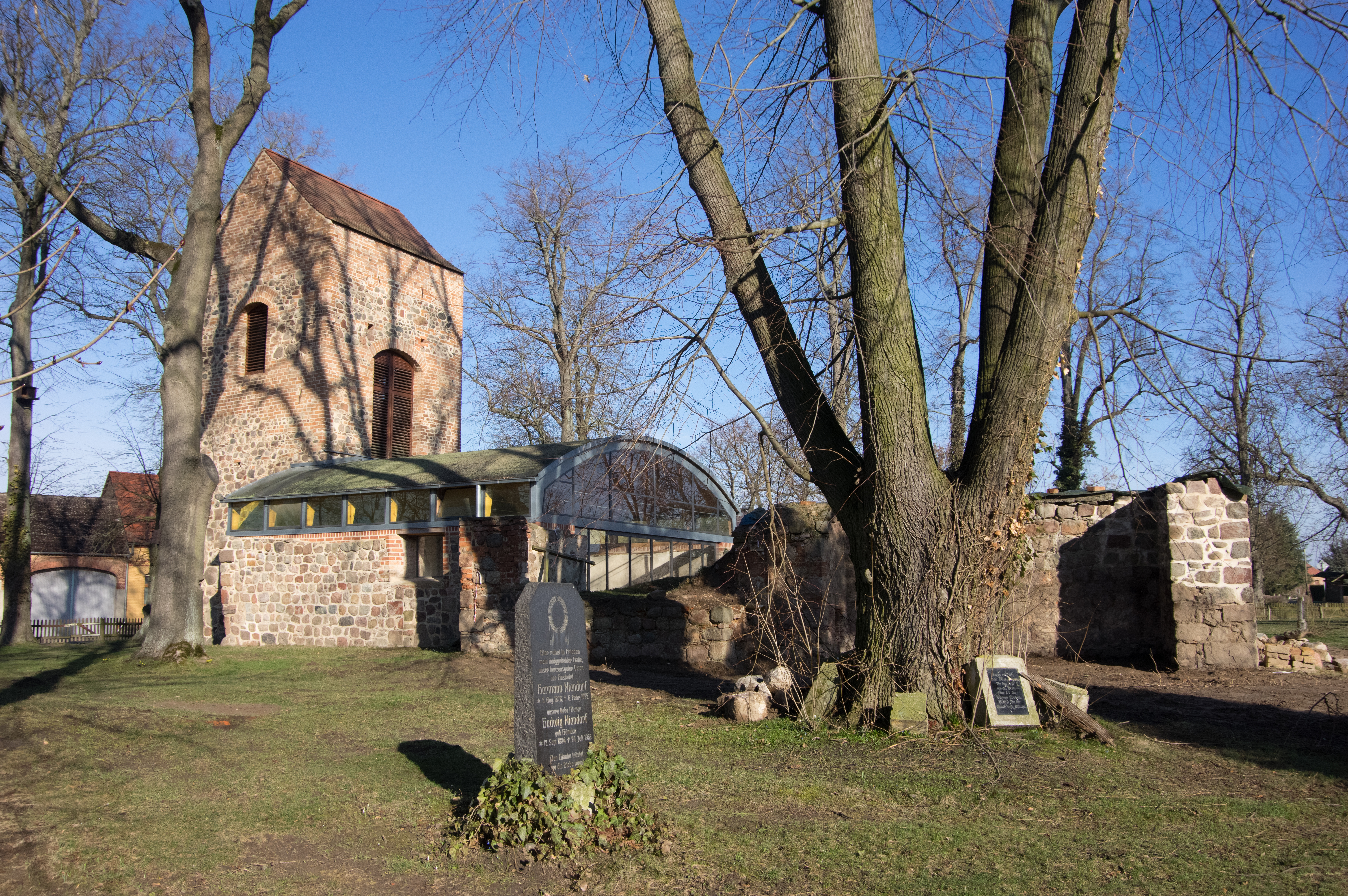
Kirchenruine Heinsdorf

- Kirchenruine Heinsdorf aus der Mitte des 13. Jahrhunderts; abgetragen 1970
- Vom ehemaligen Gutshaus ist der Park mit Dorfteich erhalten geblieben.
- Das Wohnhaus von 1875 in der Angerstraße 1 sowie das Torhaus aus der Zeit um 1900 in der Angerstraße 1 stehen unter Denkmalschutz.

## Wirtschaft und Infrastruktur

### Wirtschaft
Neben landwirtschaftlichen Betrieben und einer Gaststätte sind im Ort einige Handwerksbetriebe tätig. In Heinsdorf befindet sich weiterhin die Kita Naturkinder.

### Verkehr
- Die Landstraße 70 stellt eine Verbindung zur nördlich gelegenen Bundesstraße 115 und zur südlich gelegenen Bundesstraße 102 dar. Über die Busverbindung 756 besteht ein Anschluss nach Luckenwalde und Dahme/Mark. Die nächstgelegene überregionale Bahnverbindung befindet sich am rund 27 km entfernten Bahnhof Jüterbog.
- Heinsdorf liegt an der Flaeming-Skate und ist Teil des Radwegenetzes Tour Brandenburg.